# Alexander Cameron Rutherford
Pour les articles homonymes, voir Rutherford.
Alexander Cameron Rutherford (né le 2 février 1857 et décédé le 11 juin 1941) était un homme politique canadien qui fut le premier premier ministre de l'Alberta de 1905 à 1910.
Il a représenté Strathcona à l’assemblée législative.

Alexander Cameron Rutherford est le premier Premier ministre de l'Alberta.

## Biographie
Alexander Cameron Rutherford est né le 2 février 1857 près d'Osgoode dans le comté de Carleton au Canada-Ouest et meurt à Edmonton le 11 juin 1941. Il a fait ses études dans les écoles publiques de l'Ontario : Woodstock College et Université McGill. Il est admis au Barreau de l'Ontario en 1885. Il pratiquera le droit en Ontario jusqu'en 1895. Il déménagera ensuite aux Territoires-du-Nord-Ouest où il sera élu à la législature. Il y siégera de 1902 à 1905. En 1905, il sera appelé à prendre la tête du gouvernement de la nouvelle province de l'Alberta.

### Carrière politique
Élu premier président de la Liberal Association of Alberta en août 1905, Alexander Cameron Rutherford est confirmé (le 2 septembre 1905) Premier ministre désigné de l'Alberta par George HV Bulyea,, le lieutenant-gouverneur de l'Alberta. Cette date correspondait au lendemain de l'établissement de la province de l'Alberta. Par la suite les élections générales du 9 novembre 1905 octroyèrent à son gouvernement le soutien d'une large majorité de la population. Son gouvernement a mis en place un système téléphonique public, élargi les routes et les voies ferrées dans la province, construit plusieurs bâtiments publics et mis en place un centre de formation des enseignants et l'Université de l'Alberta .
Lors des élections générales de 1909, le gouvernement de Rutherford fut réélu avec une autre forte majorité.

### Après la vie politique
En 1913 il retourne à la pratique du droit à Edmonton et est chancelier de l'Université de l'Alberta de 1927 à 1941.

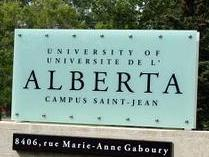
Alexander Cameron Rutherford est chancelier de l'Université de l'Alberta de 1927 à 1941.

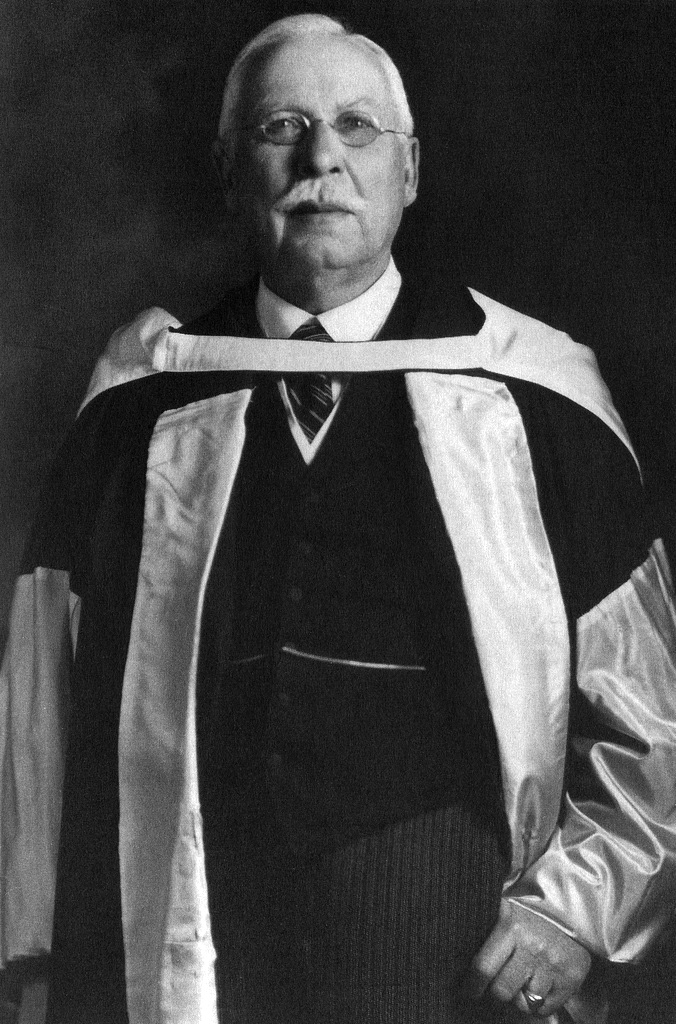
Alexander Cameron Rutherford dans ses habits de chancelier.